# 大阪市電都島守口線
大阪市電都島守口線（おおさかしでん みやこじまもりぐちせん）は、都島本通駅 - 守口駅間を結んでいた大阪市電の路線。大阪市電の中で最後まで残った路線の一つである。
大阪大空襲以降、休止に追い込まれた多くの路線のうち、本路線が最も早く復旧した。

## 路線データ
- 起点：都島本通駅
- 終点：守口駅
- 軌間：1435mm
- 電化区間：全線（直流600V）

## 沿革
- 1929年（昭和4年）
  - 5月20日：沢上江町二丁目駅 - 赤川町八丁目駅間を開業。
  - 8月17日：赤川町八丁目駅 - 今市町駅間を延伸開業。
- 1931年（昭和6年）10月16日：今市町駅 - 守口町駅間を延伸開業。
- 1936年（昭和11年）ごろ：沢上江町二丁目駅を都島本通駅に改称。
- 1941年（昭和16年） - 1943年（昭和18年）：守口町駅を守口駅に改称。
- 1945年（昭和20年）
  - 3月13日 - 7月1日：戦災のため全線休止。
  - 10月26日：全線復旧。赤川町四丁目駅を高倉町三丁目駅に、赤川町九丁目駅を赤川町三丁目駅に改称。
- 1946年（昭和21年）
  - 7月1日：生江町七丁目駅を城北公園前駅に改称。
  - 10月1日：赤川町八丁目駅を赤川町一丁目駅（2代）に改称の上で復活。
  - 11月1日：赤川町一丁目駅（初代）を高倉町一丁目駅に改称の上で復活。
- 1949年（昭和24年）
  - 3月20日：赤川町二丁目駅を高倉町二丁目駅に、大宮国民学校前駅を森小路町駅に、それぞれ改称の上で復活。
  - 10月1日：生江町六丁目駅を生江町駅に、太子橋駅を土居町駅に、それぞれ改称の上で復活。
- 1951年（昭和26年）1月10日：土居町駅を太子橋駅に改称。
- 1953年（昭和28年）10月1日：赤川町一丁目駅を移設（＋0.1km）。
- 1954年（昭和29年）7月10日：森小路町駅を大宮小学校前駅に改称。
- 1969年（昭和44年）4月1日：全線廃止。

## 駅一覧
| 駅名           | キロ程 | 接続路線                                   |
| -------------- | ------ | ------------------------------------------ |
| 都島本通駅     | 0.0    | 大阪市電：梅田善源寺町線・東野田沢上江町線 |
| 高倉町一丁目駅 | 0.5    |                                            |
| 高倉町二丁目駅 | 0.8    |                                            |
| 高倉町三丁目駅 | 1.2    |                                            |
| 赤川町一丁目駅 | 1.7    |                                            |
| 赤川町三丁目駅 | 2.0    |                                            |
| 生江町駅       | 2.3    |                                            |
| 城北公園前駅   | 2.6    |                                            |
| 大宮町駅       | 3.1    |                                            |
| 森小路町駅     | 3.5    |                                            |
| 今市町駅       | 3.9    |                                            |
| 太子橋駅       | 4.4    |                                            |
| 守口駅         | 4.7    |                                            |

- 1959年（昭和34年）7月当時

## 系統
10系統・11系統・12系統・14系統が走っていた。